# Ukraina i olympiska sommarspelen 1996
Ukraina deltog i de olympiska sommarspelen 1996 med en trupp bestående av 231 deltagare, som tillsammans tog 23 medaljer.

## Basket
Damer
Gruppspel
| Team       | W | L | Pts |
| ---------- | - | - | --- |
| USA        | 5 | 0 | 10  |
| Ukraina    | 4 | 1 | 9   |
| Australien | 3 | 2 | 8   |
| Kuba       | 2 | 3 | 7   |
| Sydkorea   | 1 | 4 | 6   |
| Zaire      | 0 | 5 | 5   |

|            | USA    | Ukraina | Australien | Kuba   | Sydkorea | Zaire  |
| ---------- | ------ | ------- | ---------- | ------ | -------- | ------ |
| USA        | -      | 98-65   | 96-79      | 101-84 | 105-64   | 107-47 |
| Ukraina    | 65-98  | -       | 54-48      | 87-75  | 67-72    | 81-65  |
| Australien | 79-96  | 48-54   | -          | 75-63  | 76-61    | 91-45  |
| Kuba       | 84-101 | 75-87   | 63-75      | -      | 70-55    | 73-59  |
| Sydkorea   | 64-105 | 72-67   | 61-76      | 55-70  | -        | 95-71  |
| Zaire      | 47-107 | 65-81   | 45-91      | 59-73  | 71-95    | -      |

Slutspel
|  | Kvartsfinaler | Kvartsfinaler |              |     | Semifinaler | Semifinaler  |              |            | Final      | Final |
|  | 0             | 0             | 0            | 0   | 0           | 0            | 0            | 0          | 0          | 0     |
|  |               |               | 0            | 0   |             |              | 0            | 0          |            |       |
|  |               |               | 0            | 0   |             |              | 0            | 0          |            |       |
|  | 0 Brasilien   | 0101          | 0            | 0   |             |              | 0            | 0          |            |       |
|  | 0 Brasilien   | 0101          | 0            | 0   |             |              | 0            | 0          |            |       |
|  | 0 Kuba        | 069           | 0            | 0   |             |              | 0            | 0          |            |       |
|  | 0 Kuba        | 069           | 0            | 0   | 0 Brasilien | 081          | 0            | 0          |            |       |
|  |               |               | 0            | 0   | 0 Brasilien | 081          | 0            | 0          |            |       |
|  | 0             | 0 Ukraina     | 0            | 060 | 0           |              |              | 0          |            |       |
|  | 0             | 0 Ukraina     | 0            | 060 | 0           | 0 Ukraina    | 059          | 0          |            |       |
|  | 0             |               |              |     |             | 0 Ukraina    | 059          | 0          |            |       |
|  | 0             | 0 Italien     | 050          | 0   |             |              |              | 0          |            |       |
|  | 0             | 0 Italien     | 050          | 0   | 0 Brasilien | 087          |              | 0          |            |       |
|  | 0             |               |              | 0   | 0 Brasilien | 087          |              | 0          |            |       |
|  | 0             | 0             | 0 USA        | 0   | 0111        |              |              |            |            |       |
|  | 0             | 0             | 0 USA        | 0   | 0111        | 0 Ryssland   | 070          |            |            |       |
|  | 0             | 0             |              |     |             |              | 070          |            |            |       |
|  | 0             | 0             | 0 Australien | 074 | 0           |              |              |            |            |       |
|  | 0             | 0             | 0 Australien | 074 | 0           | 0 Australien | 071          | Bronsmatch | Bronsmatch |       |
|  | 0             | 0             |              |     | 0           | 0 Australien | 071          | Bronsmatch | Bronsmatch |       |
|  | 0             | 0             | 0 USA        | 093 | 0           | 0            |              |            |            |       |
|  | 0             | 0             | 0 USA        | 093 | 0           | 0            | 0 USA        | 0108       | 0 Ukraina  | 056   |
|  | 0             | 0             |              |     | 0           | 0            | 0 USA        | 0108       | 0 Ukraina  | 056   |
|  | 0             | 0             | 0 Japan      | 093 | 0           | 0            | 0 Australien | 066        |            |       |
|  | 0             | 0             | 0 Japan      | 093 | 0           | 0            | 0 Australien | 066        |            |       |
|  |               |               |              |     |             |              |              |            |            |       |
|  |               |               |              |     |             |              |              |            |            |       |

## Boxning
Lätt flugvikt
- Oleh Kyrjuchin →  Brons
  - Första omgången — Besegrade Abdul Rashid Qambrani (Pakistan), 17-3
  - Andra omgången — Besegrade Beibis Mendoza (Colombia), 18-6
  - Kvartsfinal — Besegrade Albert Guardado (USA), 19-14
  - Semifinal — Förlorade mot Daniel Petrov (Bulgarien), 8-17

Flugvikt
- Serhiy Kovganko
  - Första omgången — Besegrade Darwin Angeles (Honduras), 12-6
  - Andra omgången — Förlorade mot Bolat Dzjumadilov (Kazakstan), 4-21

Fjädervikt
- Yevheniy Shestakov
  - Första omgången — Förlorade mot Serafim Todorov (Bulgarien), 4-11

Weltervikt
- Sergiy Dzindziruk
  - Första omgången — Besegrade Jangphonak Parkpoom (Thailand), 20-10
  - Andra omgången — Förlorade mot Hasan Al (Danmark), 4-10

Lätt mellanvikt
- Serhiy Horodnichov
  - Första omgången — Besegrade Albert Eromosele (Nigeria), 18-4
  - Andra omgången — Förlorade mot Alfredo Duvergel (Kuba), 2-15

Lätt tungvikt
- Rostyslav Zaulytjnyi
  - Första omgången — Förlorade mot Timur Ibragimov (Uzbekistan), 3-7

Supertungvikt
- Wladimir Klitschko →  Guld
  - Första omgången — Bye
  - Andra omgången — Besegrade Lawrence Clay-Bey (USA), 10-8
  - Kvartsfinal — Besegrade Attila Levin (Sverige), domaren stoppade matchen
  - Semifinal — Besegrade Aleksej Lezin  (Ryssland), 4-1
  - Final — Besegrade Paea Wolfgramm (Tonga), 7-3

## Bågskytte
Damernas individuella
- Olena Sadovnytja → Bronsmatch, Brons (5-1)
- Lina Herasymenko → Sextondelsfinal, 23:e plats (1-1)
- Natalya Bilukha → 32-delsfinal, 55:e plats (0-1)

Herrarnas individuella
- Stanislav Zabrodsky → Åttondelsfinal, 13:e plats (2-1)
- Valeriy Yevetsky → 16-delsfinal, 31:e plats (1-1)
- Oleksandr Yatsenko → 32-delsfinal, 57:e plats (0-1)

Damernas lagtävling
- Sadovnycha, Herasymenko och Bilukha → Kvartsfinal, 5:e plats (1-1)

Herrarnas lagtävling
- Zabrodsky, Yevetsky och Yatsenko → Kvartsfinal, 7:e plats (1-1)

## Cykling

### Landsväg
Damernas linjelopp
- Natalya Kishchuk
  - Final — 02:37:06 (→ 30:e plats)

### Bana
Herrarnas poänglopp
- Vasyl Yakovlev
  - Final — 24 poäng (→ 4:e plats)

## Friidrott
Herrarnas 100 meter
- Serhiy Osovych
  - Heat — 10,29
  - Kvartsfinal — 10,38 (→ gick inte vidare)

- Konstantin Rurak
  - Heat — 10,37
  - Kvartsfinal — 10,47 (→ gick inte vidare)

Herrarnas 200 meter
- Vladyslav Dolohodin
  - Heat — 20,57
  - Kvartsfinal — 20,65 (→ gick inte vidare)

Herrarnas 1 500 meter
- Andriy Bulkovskiy
  - Heat — 3:53,20 (→ gick inte vidare)

Herrarnas 4 x 100 meter stafett
- Kostyantyn Rurak, Serhiy Osovych, Oleh Kramarenko och Vladyslav Dolohodin
  - Heat — 38,90
  - Semifinal — 38,56
  - Final — 38,55 (→ 4:e plats)

Herrarnas maraton
- Pyotro Sarafinyuk — 2:20,37 (→ 43:e plats)

Herrarnas 50 kilometer gång
- Vitaliy Popovych — fullföljde inte (→ ingen placering)

Herrarnas höjdhopp
- Vyacheslav Tyrtyshnik
  - Kval — 2,26m (→ gick inte vidare, 16:e plats)

Herrarnas längdhopp
- Vitaliy Kyrylenko
  - Kval — 7,77m (→ gick inte vidare)

Herrarnas tresteg
- Volodymyr Kravchenko
  - Kval — 16,90m
  - Final — 16,62m (→ 10:e plats)

Herrarnas stavhopp
- Sergej Bubka
  - Kval — startade inte (→ ingen placering)

- Vasiliy Bubka
  - Kval — ingen notering (→ ingen placering)

Herrarnas tiokamp
- Vitaliy Kolpakov
  - Slutligt resultat — 8025 poäng (→ 22:e plats)

- Lev Lobodin
  - Slutligt resultat — fullföljde inte (→ ingen placering)

Herrarnas kulstötning
- Aleksandr Bagatj
  - Kval — 20,23m
  - Final — 20,75m (→  Brons)

- Roman Virastyuk
  - Kval — 19,81m
  - Final — 20,45m (→ 6:e plats)

- Oleksandr Klymenko
  - Kval — 19,45m
  - Final — ingen notering (→ ingen placering)

Herrarnas diskuskastning
- Vitaliy Sidorov
  - Kval — 63,42m
  - Final — 63,78m (→ 7:e plats)

- Andriy Kokhanovskiy
  - Kval — 57,90m (→ gick inte vidare)

Damernas släggkastning
- Oleksiy Krykun
  - Kval — 75,78m
  - Final — 80,02m (→  Brons)

- Andriy Skvaruk
  - Kval — 77,48m
  - Final — 79,92m (→ 4:e plats)

Damernas 100 meter
- Zhanna Pintusevych
- Iryna Pukha

Damernas 200 meter
- Zhanna Pintusevych
- Viktoriya Fomenko

Damernas 400 meter
- Iana Manuylova

- Olena Rurak
  - Heat — 52,92 (→ gick inte vidare)

Damernas 4 x 400 meter stafett
- Viktoriya Fomenko, Lyudmyla Koshchey, Yana Manuylova och Olha Moroz
  - Kval — 3:28,16 (→ gick inte vidare)

Damernas 400 meter häck
- Tetyana Tereshchuk
  - Kval — 55,82
  - Semifinal — 55,34 (→ gick inte vidare)

Damernas längdhopp
- Iryna Chekhovtsova
  - Kval — 6,70m
  - Final — 6,97m (→ 5:e plats)

- Inessa Kravets
  - Kval — NM (→ gick inte vidare)

- Viktoriya Vershynina
  - Kval — NM (→ gick inte vidare)

Damernas höjdhopp
- Inga Babakova
  - Kval — 1,93m
  - Final — 2,01m (→  Brons)

- Viktorija Stjopina
  - Kval — 1,85m (→ gick inte vidare)

Damernas tresteg
- Inessa Kravets
  - Kval — 14,57m
  - Final — 15,33m (→  Guld)

- Olena Govorova
  - Kval — 14,60m
  - Final — 14,09m (→ 10:e plats)

- Olena Khlusovych
  - Kval — 14,38m
  - Final — 13,81m (→ 12:e plats)

Damernas diskuskastning
- Olena Antonova
  - Kval — 57,92m (→ gick inte vidare)

Damernas kulstötning
- Vita Pavlysj
  - Kval — 19,04m
  - Final — 19,30m (→ 4:e plats)

- Valentyna Fedyushyna
  - Kval — 19,22m
  - Final — 17,99m (→ 12:e plats)

Damernas maraton
- Lyubov Klochko — fullföljde inte (→ ingen placering)

Damernas 10 kilometer gång
- Tatyana Ragozina — 46:25 (→ 30:e plats)

## Fäktning
Herrarnas florett
- Serhiy Holubytskiy
- Oleksiy Bryzhalov

Herrarnas sabel
- Vadym Huttsait
- Volodymyr Kaliuzhniy

Damernas värja
- Viktoriya Titova
- Yeva Vybornova

## Modern femkamp
Herrar
- Heorhiy Chymerys — 5154 poäng (→ 24:e plats)

## Rodd
Resultat och roddare.
Herrarnas singelsculler
Oleksandr Khimitj – 19:e plats
Herrarnas scullerfyra
Oleksandr Martjenko, Oleksandr Zaskalko, Mykola Tjupryna, Leonid Sjaposjnykov – 7:e plats
Herrarnas åtta med styrman
Jevjen Sjaronin, Roman Hrynevytj,  Vitalij Raievskij, Valerij Samara,  Oleh Lykov,  Ihor Martynenko, Ihor Mohylnij, Oleksandr Kapustin, Hryhorij Dmytrenko – 10:e plats
Damernas dubbelsculler
Tetiana Ustiuzjanina, Olena Reutova – 8:e plats
Damernas scullerfyra
Olena Ronzjyna, Inna Frolova, Svitlana Mazij, Dina Myftachutdinova – 2:a plats (silver)

## Simhopp
Herrar
| Idrottare       | Gren           | Kval   | Kval      | Semifinal        | Semifinal        | Semifinal        | Semifinal        | Final            | Final            | Final            | Final            |
| Idrottare       | Gren           | Poäng  | Placering | Poäng            | Placering        | Totalt           | Placering        | Poäng            | Placering        | Totalt           | Placering        |
| --------------- | -------------- | ------ | --------- | ---------------- | ---------------- | ---------------- | ---------------- | ---------------- | ---------------- | ---------------- | ---------------- |
| Maksym Lapyn    | Herrarnas 3 m  | 328,23 | 23        | Gick inte vidare | Gick inte vidare | Gick inte vidare | Gick inte vidare | Gick inte vidare | Gick inte vidare | Gick inte vidare | Gick inte vidare |
| Oleh Jantjenko  | Herrarnas 10 m | 301,92 | 26        | Gick inte vidare | Gick inte vidare | Gick inte vidare | Gick inte vidare | Gick inte vidare | Gick inte vidare | Gick inte vidare | Gick inte vidare |
| Roman Volod'kov | Herrarnas 3 m  | 359,85 | 12        | 210,30           | 10               | 570,15           | 12               | 382,83           | 10               | 593,13           | 11               |
| Roman Volod'kov | Herrarnas 10 m | 335,97 | 20        | Gick inte vidare | Gick inte vidare | Gick inte vidare | Gick inte vidare | Gick inte vidare | Gick inte vidare | Gick inte vidare | Gick inte vidare |

Damer
| Idrottare        | Gren          | Kval   | Kval      | Semifinal | Semifinal | Semifinal | Semifinal | Final            | Final            | Final            | Final            |
| Idrottare        | Gren          | Poäng  | Placering | Poäng     | Placering | Totalt    | Placering | Poäng            | Placering        | Totalt           | Placering        |
| ---------------- | ------------- | ------ | --------- | --------- | --------- | --------- | --------- | ---------------- | ---------------- | ---------------- | ---------------- |
| Iryna Pissareva  | Damernas 3 m  | 269,43 | 10        | 211,23    | 7         | 480,66    | 9         | 236,79           | 12               | 448,02           | 12               |
| Svitlana Serbina | Damernas 10 m | 244,05 | 18        | 165,06    | 7         | 409,11    | 14        | Gick inte vidare | Gick inte vidare | Gick inte vidare | Gick inte vidare |
| Olena Zjupina    | Damernas 3 m  | 286,47 | 3         | 209,55    | 10        | 496,02    | 5         | 297,72           | 2                | 507,27           | 5                |
| Olena Zjupina    | Damernas 10 m | 280,11 | 7         | 171,24    | 4         | 451,35    | 6         | 265,77           | 7                | 437,01           | 6                |